# Lepidotrigona terminata
Lepidotrigona terminata är en biart som först beskrevs av Smith 1878.  Lepidotrigona terminata ingår i släktet Lepidotrigona, och familjen långtungebin. Inga underarter finns listade.

## Beskrivning
Ett tämligen litet bi med en längd av 5 till 6 mm, och framvingar av motsvarande längd. Huvud och mellankropp är svarta, huvudet med brunaktiga käkpartier och silvergrå hårväxt, mellankroppen med mindre, brunaktiga markeringar Bakkroppen är i huvudsak rödbrun, med undantag av tergit 1 (främsta bakkroppssegmentet), som kan variera mycket i färg; från rödbrun som övriga bakkroppen, över olika mörkbruna nyanser till nästan rent svart. Även benen kan variera mycket i färg.

## Ekologi
Som alla gaddlösa bin saknar släktet Lepidotrigona en fungerande gadd. De har dock kraftiga käkar, och kan bitas ordentligt.
Boet byggs på relativt låg höjd i håligheter i träd. Som vanligt i släktet blandas vaxet som boet är byggt av upp med kåda, något som utgör ett skydd mot angripare, i synnerhet myror, genom sin avskräckande effekt.

## Utbredning
Lepidotrigona terminata förekommer från sydvästra Kina (Yunnan) över Myanmar, Thailand, Vietnam, Kambodja, Malaysia (inklusive Sabah och Sarawak) till Brunei och Indonesien.